# Paulina Rachid
Paulina Rachid (Neuquén; 17 de septiembre de 1975) es una actriz argentina de cine, televisión y teatro.

## Filmografía

### Cine
| Películas | Películas              | Películas      | Películas            |
| Año       | Título                 | Personaje      | Director             |
| --------- | ---------------------- | -------------- | -------------------- |
| 1993      | Gatica, el mono        | Espectadora    | Leonardo Favio       |
| 1996      | El mundo contra mí     | Susana         | Beda Docampo Feijóo  |
| 1998      | Fuga de cerebros       | Novia de Oveja | Fernando Musa        |
| 1999      | Tres veranos           | Teresa         | Raúl Tosso           |
| 2002      | ¿Y dónde está el bebé? | Renata         | Pedro Stocki         |
| 2002      | Chúmbale               | Liliana        | Aníbal Di Salvo      |
| 2005      | Un año sin amor        | Rita           | Anahí Berneri        |
| 2005      | Perro amarillo         | Mariana        | Javier van de Couter |

### Telenovelas
| Año       | Título                 | Papel    | Notas           |
| --------- | ---------------------- | -------- | --------------- |
| 1997-1998 | Ricos y famosos        | Inés     | Canal 9         |
| 1998      | Las chicas de enfrente | Rebeca   | Canal 13        |
| 1999      | Salvajes               | Paulina  | Azul Televisión |
| 2002      | Maridos a domicilio    | Josefina | Azul Televisión |
| 2003-2004 | Costumbres argentinas  | Antonia  | Telefé          |

### Series y unitarios
| Series de televisión | Series de televisión       | Series de televisión | Series de televisión |
| Año                  | Serie                      | Personaje            | Canal                |
| -------------------- | -------------------------- | -------------------- | -------------------- |
| 1995                 | La estación de Landriscina | Paulina              | ATC                  |
| 2009                 | Tratame bien               | Renata               | Canal 13             |
| 2010-2011            | Los mundos de Uli          | Rita                 | Pakapaka             |

## Teatro
- El marinero (1999)
- La más fuerte (2001-2002)
- Pestañas como agujas (2003)
- Siesta (2004-2006)